# 朽木祥
朽木 祥（くつき しょう、英: Shaw Kuzki, 1957年 - ）は、日本の児童文学作家。

## 人物・来歴
広島県広島市生まれ。鎌倉市在住。被爆2世。広島市立基町高等学校卒業、上智大学大学院博士前期課程修了。
デビュー作『かはたれ』（福音館書店）で4つの賞を受賞したのを初めとして数々の賞を受ける。作品はファンタジー、リアリズム、ヒロシマ関連など多岐にわたる上、幼年からヤングアダルト、成年向けと作品の対象年齢も広い。豊かな教養に裏打ちされた文章の品格の高さとユーモア、ストーリーテラーとしての巧みさもさることながら、「共感共苦」をテーマにした文学性の深さには定評がある。神宮輝夫は『風の靴』収録の解説「『風の靴』の楽しさ」で、作品の的確なディテールと物語の推進力に言及し、「子どもの文学の新しい流れを予感させます」と述べている。
2009年から2015年にかけては、日本国内の主な児童文学賞を毎年のように受賞している（#経歴参照）他、2014年にはドイツのミュンヘン国際児童図書館 (de:Internationale Jugendbibliothek) が発行する国際推薦児童図書目録、ホワイト・レイブンズ (The White Ravens) に『八月の光』（偕成社）、『光のうつしえ 廣島 ヒロシマ 広島』（講談社）の2冊が選定されている。この目録には世界50か国以上から200作品が選ばれる。通常1作者1作品のところ、2作品が選ばれるのは異例の扱いであり、朽木の作品が国内のみならず国外でも評価の高い証であろう。この2作品は、フランクフルトやボローニャのブックフェアでも取り上げられている。2016年版には『あひるの手紙』（佼成出版社）がホワイト・レイブンズに新たに選定された。
2016年7月20日、7月27日、8月6日に『八月の光』の中の「石の記憶」がNHKの国際放送局にて17言語（英語～スワヒリ語）に翻訳されて放送されるなど、活躍は広がりを見せている。2020年ホワイト・レイブンズフェスティバルには招待作家に選ばれたが、コロナウィルスの世界的な流行により一年延期となっている。『光のうつしえ 廣島 ヒロシマ 広島』が『Soul Lanterns』というタイトルで2021年3月Delacorte Books for Young Readersより英訳出版され、アメリカでベストブックス２０２１に選定された。

## 経歴
- 2003年 - 『かはたれ』で児童文学ファンタジー大賞佳作[13]。
- 2006年 - 『かはたれ』で（福音館書店）第35回児童文芸新人賞[14]、第39回日本児童文学者協会新人賞をダブル受賞のほか第53回産経児童出版文化賞入賞[15]。
- 2009年 - 『彼岸花はきつねのかんざし』で第33回日本児童文芸家協会賞受賞[16]、第20回読書感想画中央コンクール指定図書。
- 2010年 - 『風の靴』（講談社）第57回産経児童出版文化賞大賞受賞[15]。
- 2011年より、日本ペンクラブ「子どもの本委員会」委員[1]、「講談社児童文学新人賞」選考委員をつとめる。
- 2012年 - 『オン・ザ・ライン』全国青少年読書感想文コンクール指定図書[17]。
- 2014年 - 『光のうつしえ 廣島 ヒロシマ 広島』（講談社）第9回福田清人賞[18]、第63回小学館児童出版文化賞受賞[19]。
- 2015年 - 『あひるの手紙』（佼成出版社）第55回日本児童文学者協会賞受賞[20]。
- 2018年 - 『八月の光　失われた声に耳をすませて』（小学館）第2回子どもの本研究会作品賞受賞。[21]

『かはたれ』、『風の靴』、『八月の光』、『光のうつしえ』は、厚生労働省の児童福祉文化財に選定されている。

## 著書
- かはたれ 散在ガ池の河童猫（福音館書店） ※デビュー作
2005年10月、ISBN 978-4-8340-2148-6、表紙・挿絵：山内ふじ江
- たそかれ 不知の物語（福音館書店）
2006年11月、ISBN 978-4-8340-2251-3、表紙・挿絵：山内ふじ江
『かはたれ』の続編。
- 彼岸花はきつねのかんざし（学習研究社）
2008年1月、ISBN 978-4-05-202896-0、表紙・挿絵：ささめやゆき
- 妖精物語 遥かな国の深い森で（講談社）
2008年8月、ISBN 978-4-06-214520-6、絵：スザンナ・ロックハート
豪華な装丁の仕掛け絵本。
- 風の靴（講談社）
2009年3月、ISBN 978-4-06-214994-5、表紙装画：柏村勲、挿絵：服部華奈子
巻末に神宮輝夫の解説が付されている[26]。
講談社文庫 2016年7月 ISBN 978-4-06-293447-3
- ぼくのネコにはウサギのしっぽ（学習研究社）
2009年6月、ISBN 978-4-05-203034-5、表紙・挿絵：片岡まみこ
「ぼくのネコにはウサギのしっぽ」「毒物一一〇番」「おたすけ犬」所収
- とびらをあければ魔法の時間（ポプラ社）
2009年7月、ISBN 978-4-591-11041-6、表紙・挿絵：高橋和枝
- 引き出しの中の家（ポプラ社）
2010年3月、ISBN 978-4-591-11596-1、表紙・挿絵：金子恵
ポプラ文庫 2013年6月、ISBN 978-4-591-13490-0
- オン・ザ・ライン（小学館）
2011年7月、ISBN 978-4-09-290572-6
- 八月の光（偕成社）
2012年7月、ISBN 978-4-03-744160-9、カバー表紙の彫刻は伊津野雄二の作品
「雛の顔」「石の記憶」「水の緘黙」の連作短編から成る。
2013年8月3日NHKラジオ文芸館にて「石の記憶」朗読放送[27]。
2014年ドイツのミュンヘン国際児童図書館が発行する国際推薦児童図書目録、ホワイト・レイブンズに選定[6]
2016年7月20日、7月27日、8月6日に「石の記憶」がNHKの国際放送局にて17言語（英語～スワヒリ語）に翻訳されて放送[12]。
2016年8月29日、東京FM夏休み特別企画 朗読劇として、「石の記憶」「水の緘黙」が、全国JFN系36局ネットで放送[28]
- 花びら姫と猫魔女（小学館）
2013年10月、ISBN 978-4-09-726523-8、絵：こみねゆら
作品中にたくさん登場する猫たちは、読者の愛猫をモデルに募集。
- 光のうつしえ 廣島 ヒロシマ 広島（講談社）
2013年10月、ISBN 978-4-06-218373-4
2014年ドイツのミュンヘン国際児童図書館が発行する国際推薦児童図書目録、ホワイト・レイブンズに選定[7]
- あひるの手紙（佼成出版社）
2014年3月、ISBN 978-4-333-02644-9、表紙・挿絵：ささめやゆき
2016年ドイツのミュンヘン国際児童図書館が発行する国際推薦児童図書目録、ホワイト・レイブンズに選定[11]
- 八月の光・あとかた（小学館）
2015年8月、ISBN 978-4-09-406180-2、カバー表紙のテラコッタ彫像は伊津野雄二の「Distance」
「雛の顔」「石の記憶」「水の緘黙」に「銀杏のお重」「三つ目の橋」の2篇を加えて文庫化
- 絵本 彼岸花はきつねのかんざし（学研教育出版）
2015年8月、ISBN 978-4-05-204284-3、絵：ささめやゆき
- まんげつの夜、どかんねこのあしがいっぽん（小学館）
2016年1月 ISBN 978-4-09-726622-8、絵：片岡まみこ
- 八重ねえちゃん
日本児童文学 2016年7・8月号
- 海に向かう足あと（角川書店）
2017年2月 ISBN 978-4-04-104195-6
- 八月の光 失われた声に耳をすませて（小学館）
2017年6月 ISBN 978-4-09-289756-4、装画・挿絵：君野可代子
「雛の顔」「石の記憶」「水の緘黙」「銀杏のお重」「三つ目の橋」に、新たに「八重ねえちゃん」、書き下ろしの「カンナ－あなたへの手紙」を加えて再刊
- 月白青船山（岩波書店）
2019年5月　ISBN 978-4-00-116022-2
- たずねびと（小学校国語教科書　光村図書国語「五」銀河） 
2019年度版、ISBN 978-4-8138-0072-9
- さくら村は大さわぎ（小学館） 
2021年2月、ISBN 978-4-09-289308-5、表紙・挿絵：大社玲子
- パンに書かれた言葉（小学館）
2022年6月、ISBN 978-4-09-289319-1、挿画・挿絵：タムラフキコ
- かげふみ（光村図書）

　　　2023年5月、ISBN 978-4-8138-0423-9、網中いづる　絵　　　　「かげふみ」「たずねびと」所収。
- ねこもおでかけ（講談社）

　　　2023年１２月、ISBN 978-4-06-533854-4、　高橋和枝　絵　　　　

## 翻訳
- バレエシューズ ノエル・ストレトフィールド（英語版） 金子恵画 福音館書店
2019年2月 ISBN 978-4-8340-8438-2

## 参考資料
- 特集 朽木祥の作品世界 『子どもと読書』2013年7・8月号
- 特集 石井睦美・魚住直子・朽木祥 －90年代から現代へⅠ－ 『日本児童文学』2014年3・4月号
- 『いま子どもに読ませたい本 子どもの感性を豊かにするブックガイド』（七ツ森書館、2014年刊行）に『彼岸花はきつねのかんざし』書評
- 「もうすぐ雨に」という作品が小学校3年の国語の教科書（光村図書）に選定される。（2015年）
- 『10代のためのYAブックガイド150!』（ポプラ社、2015年刊行）に『光のうつしえ』の書評
- 日本児童文学2016年7・8月号「時代の感受性（下）」加藤純子 - 『八月の光』『光のうつしえ』について言及
- 『明日の平和をさがす本 戦争と平和を考える 絵本からYAまで300』（岩崎書店、2016年刊行）に『八月の光』『彼岸花はきつねのかんざし』『光のうつしえ 廣島 ヒロシマ 広島』の書評と紹介

## 講演会
- 2013年10月12日 親地連 第19回全国交流集会「物語の力」 国立オリンピック記念青少年総合センター（親子読書地域文庫全国連絡会主催）
- 2015年9月12日 戦後70年 混迷の時代に児童文学を問う in信州 「想像力を通して目撃するということ」 ホテルメトロポリタン長野（信州児童文学会主催）
- 2015年10月3日 被爆70周年記念事業 児童文化講演会 「記憶」を物語るということ（広島市子ども図書館主催）
- 2019年5月12日　教文館ナルニア国２０周年記念講演会　『バレエシューズ』から鎌倉ファンタジーまで～翻訳と創作について語る～